# 김정운 (2004년)
김정운(2004년 4월 21일 ~ )은 KBO 리그 kt 위즈의 투수이다.

## kt 위즈시절
2023년에 입단하였다. 2023년 5월 30일 KIA 타이거즈와의 경기에 구원 등판하며 데뷔 첫 경기를 치렀고, 경기에서 1이닝 무실점을 기록했다.

## 출신 학교
- 경북 동천초등학교
- 경주중학교
- 대구고등학교